# Авл Гирций
Авл Ги́рций (лат. Aulus Hirtius; умер 21 апреля 43 года до н. э. под Мутиной) — римский военачальник и политический деятель, консул 43 года до н. э., писатель. Со времён завоевания Галлии был одним из ближайших доверенных лиц Гая Юлия Цезаря. Во время гражданской войны участвовал в нескольких кампаниях, управлял провинцией Трансальпийская Галлия. Заранее был назначен консулом на 43 год до н. э. После убийства Цезаря в марте 44 года до н. э. Гирций выступал за примирение противоборствующих группировок, но постепенно склонялся к союзу с республиканцами и сенатским большинством. Во время консулата возглавил вместе с Октавианом и своим коллегой Гаем Вибием Пансой армию сената, действовавшую против Марка Антония в рамках Мутинской войны. Одержал победу при Галльском форуме, но в сражении под Мутиной погиб.
Близкие отношения связывали Гирция с Марком Туллием Цицероном, который учил его ораторскому искусству. Гирций является автором памфлета «Антикатон» (не сохранился) и последней книги «Записок о Галльской войне», основная часть которых написана Цезарем.

## Происхождение
Согласно фастам, отец Авла Гирция носил тот же преномен — Авл. Существует гипотеза, что это был цензор города Фиорентин в землях герников, занимавший эту должность во времена диктатуры Луция Корнелия Суллы (82—79 годы до н. э.) и упомянутый в нескольких латинских надписях.
У Авла-младшего была сестра, несостоявшаяся невеста Марка Туллия Цицерона.

## Биография

### Политическая карьера
Первые упоминания об Авле Гирции в сохранившихся источниках относятся ко второй половине 50-х годов до н. э. В период между 54 и 52 годами до н. э., а потом в 51/50 году до н. э. Авл находился в Галлии, в окружении Гая Юлия Цезаря. В связи с этим он никогда не упоминается как военачальник; предположительно он возглавлял канцелярию проконсула, будучи его ближайшим доверенным лицом и другом. Об уровне доверия говорит тот факт, что именно Гирций в декабре 50 года до н. э. был отправлен в Рим, чтобы предпринять последнюю попытку избежать гражданской войны между Цезарем и Гнеем Помпеем Великим. Он должен был встретиться с последним, но накануне встречи без предупреждения и извинений уехал из Рима. Это означало, что война неизбежна.
Известно, что в апреле 49 года до н. э. Гирций находился вместе с Цезарем на пути в Испанию, а в 47 году до н. э. — в Антиохии. Таким образом, он участвовал в испанском походе и войне с Фарнаком Понтийским, а вот в египетской и африканской кампаниях, по его собственному признанию, не участвовал. Существует гипотеза (не общепринятая), что в 48 году до н. э. Гирций занимал должность народного трибуна. В 46 году до н. э. он совершенно точно был претором и, по-видимому, в этом качестве выдвинул по поручению Цезаря законопроект об ограничении политических прав помпеянцев, получивших прощение. Эта инициатива стала законом.
После претуры Гирций был наместником Трансальпийской Галлии. Известно, что он был провозглашён императором в связи с победой над германцами (возможно, эта победа была одержана кем-то из его легатов). Между претурой и наместничеством (то есть между 31 декабря 46 года до н. э. и 18 апреля 45 года до н. э.) Гирций успел принять участие во втором испанском походе Цезаря; один из источников Светония сообщает, будто именно в Испании предложил Гирцию свою невинность юный Гай Октавий (впоследствии Октавиан Август), но это могло произойти только после войны.
Цезарь наградил Гирция за преданность членством в жреческой коллегии авгуров (предположительно с 45 года до н. э.) и консулатом на 43 год до н. э.

### Гирций и Цицерон
Как доверенное лицо Цезаря Авл Гирций вёл в 49 году до н. э. переговоры с Квинтом Туллием Цицероном Младшим. Этот юный нобиль хотел предложить Гаю Юлию свои услуги, а тот со своей стороны пытался через него наладить контакты с его отцом (тоже Квинтом), а в первую очередь с дядей — Марком, сочувствовавшим помпеянской «партии». Из этого ничего не вышло, но в дальнейшем Марк Цицерон придавал большое значение личным связям с Гирцием. Такой вывод историки делают, в частности, из того факта, что весной 45 года до н. э. Цицерон переслал своему другу Аттику письмо Гирция, «написанное благожелательно». Гирций, как и другое доверенное лицо Цезаря Гай Оппий, считался другом Цицерона.
В какой-то момент Марк Туллий открыл у себя дома своеобразную школу, в которой учились красноречию видные цезарианцы — Гирций, Публий Корнелий Долабелла, Гай Вибий Панса Цетрониан. Оратор называл учеников своими «взрослыми детьми», часто бывал у них в гостях, говоря, что «Гирция и Долабеллу считает в ораторском искусстве учениками, в устройстве обедов — учителями» и что получает удовольствие от «Гирциева соуса». В то же время Цицерон открыто признавал в переписке с друзьями, что привечает цезарианцев ради защиты от внешних обстоятельств; когда Цезарь возвращался из африканской кампании, Марк Туллий «послал учеников навстречу их другу, чтобы они в возможно большей степени расположили его» в пользу их учителя.
Известно, что Гирций достиг определённых успехов в обучении. Когда Цицерон развёлся с Теренцией, Авл предложил в жёны учителю свою сестру, но тот сказал, что не сможет посвятить себя одновременно и женщине, и философии. Впрочем, реальная причина отказа могла быть совсем другой. В одном из писем Аттику Цицерон говорит о какой-то женщине, которую предлагали ему в супруги и которая оказалась очень некрасивой («Я не видел ничего более скверного»). Имя не названо, но, возможно, здесь имеется в виду именно Гирция.
Когда Цицерон написал трактат «Катон», прославлявший самого принципиального врага Цезаря Марка Порция Катона, Гирций ответил ему памфлетом «Антикатон». На отношения между нобилями это не повлияло: в частности, Авл защитил Марка от обвинений его племянника, Квинта-младшего, в нелояльности Цезарю.

### После гибели Цезаря
Согласно Веллею Патеркулу, Гирций и Панса постоянно убеждали Цезаря, «что принципат, приобретённый оружием, нужно и удерживать оружием»; но тот не прислушивался к их советам. В любом случае убийство Цезаря 15 марта 44 года до н. э. стало полной неожиданностью для всех его сторонников. Гирций, как консул-десигнат, считался одним из первых лиц цезарианской «партии», и в отличие от Марка Антония и Марка Эмилия Лепида, требовавших мести, он выступил за примирение с заговорщиками и стоявшим за ними сенатским большинством. Такую позицию он занял во многом из-за неприязни к Антонию и пиетета перед Цицероном. При этом постепенно из сторонника компромисса Гирций превращался в союзника республиканцев. Известно, что 16 марта Авл встретился с одним из участников удавшегося заговора — Децимом Юнием Брутом Альбином; он предупредил Брута, чтобы тот не доверял Антонию, и пообещал добиться для него и прочих убийц Цезаря статуса «свободных легатов», который бы позволил им с почётом покинуть Рим.
Для сенатской «партии» союз с Гирцием и его будущим коллегой по консулату Гаем Вибием Пансой был большой удачей. Цицерон не верил в прочность такого союза, полагая, что Авл и Гай так же, как другие цезарианцы, скорбят по убитому диктатору и жаждут новой гражданской войны; тем не менее он, выполняя просьбу Марка Юния Брута и Гая Кассия Лонгина, старался сблизиться с Гирцием. А тот боялся эскалации обстановки со стороны республиканцев не меньше, чем со стороны Антония, и просил Цицерона уговорить Брута и Кассия не покидать Рим и не собирать армию.
В конце мая 44 года до н. э. Гирций написал Цицерону:

О, если бы ты с такой лёгкостью, с какой они могут добиться от тебя насчёт меня, мог умолить Брута и Кассия не принимать решений сгоряча! Ведь они, по твоим словам, написали это уезжая. Куда и почему? Заклинаю тебя, Цицерон, — удержи их и не допускай погибели всего этого, что, клянусь богом верности, до основания уничтожается грабежами, поджогами, убийствами. Только бы они, если боятся чего-нибудь, остерегались, ничего не предпринимали сверх того. Клянусь богом верности, самыми решительными мерами они достигнут не больше, нежели самыми вялыми, лишь бы осторожными. Ведь то, что льётся, само по себе не длительно; в борьбе они, присутствуя, обладают силами для нанесения вреда.
— Цицерон. К Аттику, XV, 6, 2—3.
Республиканцы со своей стороны не ждали от Гирция никакой весомой поддержки. Брут и Кассий уехали на Восток, где начали открыто готовиться к войне. Авл в конце лета тяжело заболел; угроза для его жизни миновала, но даже в декабре он был ещё нездоров, так что много месяцев не участвовал в делах. Именно во время его болезни Цицерон произнёс свою первую филиппику (речь против Антония), в которой объявил, что жизнь Гирция очень дорога римскому народу и что за Гирция тревожатся «все честные люди». А брат Цицерона Квинт Туллий тогда же в частной переписке высказывал опасения, что Авл примкнёт к Антонию и что оба консула-десигната являются угрозой для республики: «хорошо знаю, что они преисполнены сластолюбия и вялости, свойственных крайне изнеженным душам; если они не отойдут от кормила, предвижу величайшую опасность вследствие всеобщего кораблекрушения».

### Консулат и гибель
Очередная гражданская война стала неизбежной накануне принятия Гирцием и Пансой консульских полномочий. Марк Антоний решил силой занять Цизальпийскую Галлию, которой правил один из убийц Цезаря Децим Юний Брут Альбин. Цицерон в ответ на это произнёс Третью филиппику, в которой объявил Антония «тираном» и «врагом отечества», а о Гирции и Пансе отозвался как об истинных республиканцах. 1 января Авл и Гай официально стали консулами; в том же месяце Гирций отправился на север, чтобы вместе с Октавианом (приёмным сыном Цезаря, получившим полномочия пропретора) возглавить армию, которая должна была действовать против Антония. Верховным командующим благодаря консульскому империю был Гирций, который забрал себе наиболее боеспособные подразделения. При этом в историографии отмечают, что положение обоих военачальников было довольно двусмысленным: это были люди, в прошлом близкие к Цезарю, которые теперь защищали его убийцу от своего товарища по «партии». Армия Гирция и Октавиана проследовала от Арреция к Аримину. Затем Октавиан расположился на квартиры у Корнелиева Форума, а Гирций — у города Клатерна, недалеко от Бононии, где начались первые стычки с антонианцами. Война на тот момент ещё не была объявлена, так что решительных действий никто не предпринимал. Гирций в частых письмах Цицерону уверял, что «будет действовать только обдуманно».
Стороны конфликта активизировались в феврале — марте. В Рим пришли известия с Востока о том, что цезарианец Публий Корнелий Долабелла казнил убийцу Цезаря Гая Требония, а Брут разбил Гая Антония. После этого Брут и Кассий получили официальные полномочия наместников (в Македонии и Сирии соответственно); Гирций же и Октавиан предприняли последнюю попытку договориться с Марком Антонием. Ему было направлено письмо, составленное в примирительном тоне. Но Антоний отказался от компромиссов, выразил свою радость в связи со смертью Требония и сожаление в связи с тем, что к его врагам примкнул Гирций — человек, возвысившийся благодаря Цезарю. Узнав об этом, сенат направил на север Италии второго консула, Пансу, с ещё четырьмя легионами. Гирций и Октавиан, не дожидаясь подкреплений, приблизились к осаждённой Антонием Мутине, которая к тому времени (середина марта 43 года до н. э.) уже голодала. Согласно Диону Кассию, на переходе к активным действиям настоял Октавиан.
Антоний решил сначала уничтожить войско Пансы, а Гирций направил навстречу последнему Марсов легион и две преторианские когорты. 14 апреля у Галльского форума антонианцы атаковали Пансу и разгромили его в кровопролитном сражении (сам консул был тяжело ранен). Когда победители с песнями возвращались в лагерь, не приняв необходимые меры предосторожности, на них напал Гирций с ещё одним легионом. Армия Антония быстро обратилась в бегство, и от полного уничтожения её спасла только наступившая вскоре ночь. На следующий день солдаты провозгласили императорами Гирция, Пансу и Октавиана (последний во время битвы охранял лагерь); сенат позже назначил по случаю победы благодарственные молебствия.
21 апреля произошло ещё одно сражение. Гирций и Октавиан сначала попытались прорваться в Мутину, а потом атаковали лагерь Антония и были поддержаны несколькими когортами Децима Брута. Победа снова осталась за ними, и Антонию пришлось уйти от Мутины к Альпам, но Гирций, участвовавший в схватке, погиб. По словам Аппиана, он «пал, сражаясь у палатки полководца»; его тело было найдено Октавианом. Вскоре умер от раны и Панса. Октавиан после торжественной церемонии отправил тела консулов в Рим, и они были погребены на Марсовом поле, к северу от Театра Помпея. Валерий Максим рассказывает, что похоронные агентства отказались брать деньги, так как консулы «пали в сражении на благо республики».
Позже политические враги Октавиана утверждали, что именно он организовал убийство Гирция и Пансы, чтобы «захватить начальство над победоносными войсками». Октавиан то ли подкупил солдат Гирция, то ли (по словам Нигера Аквилия) убил его своей рукой, воспользовавшись всеобщим замешательством во время схватки. По-видимому, эти рассказы — всего лишь политическая пропаганда.

## Литературные занятия
Известно, что в 45 году до н. э. Авл Гирций издал сочинение «Антикатон», представлявшее собой политический памфлет. После поражения помпеянцев при Тапсе в Африке (46 год до н. э.) Марк Порций Катон покончил с собой в Утике, чтобы не сдаваться Цезарю. По следам этих событий Марк Туллий Цицерон, Марк Юний Брут и Марк Фадий Галл написали по памфлету под названием «Катон», где прославляли Марка Порция. Гирций же написал «Антикатона», где полемизировал с Цицероном и прочими. В этой работе он, по словам Цицерона, «собирает недостатки Катона, но с величайшими похвалами» в адрес Марка Туллия; последний принял меры, чтобы «Антикатон» распространялся в возможно большем числе копий. Текст этого произведения не сохранился.
По просьбе Луция Корнелия Бальба после смерти Цезаря (предположительно во второй половине 44 года до н. э.) Авл добавил к семи книгам «Записок о Галльской войне» написанную им восьмую (из вступления следует, что Гирций взялся за эту работу с большой неохотой). Это сочинение охватывает события 51—50 годов до н. э., причём в центре повествования оказываются тяжёлая осада Укселлодуна и мужество атребата Коммия. Последние главы представляют собой фактически вступление к «Запискам о гражданской войне». В этой части своего сочинения Гирций старается обосновать правоту Цезаря на этапе перехода от политических дискуссий к военным действиям. Местами восьмая книга носит явно апологетический характер: так, автор уверяет, что даже расправа Цезаря над защитниками Укселлодуна не смогла навредить его репутации очень мягкого человека.
По языку восьмая книга «Записок» очень схожа с семью предыдущими. В отличие от Цезаря, Гирций не вставлял в текст речи, описания и какие-либо тематические экскурсы, так что его труд больше соответствует заявленному в названии жанру (Commentarius). При этом он восхищается литературным мастерством Гая Юлия. Именно Гирцию принадлежит классическая формулировка: «С каким старанием ни обрабатывали другие писатели свои сочинения, но, по общему признанию, ни одно из них не может сравниться по изяществу формы с этими записками. Они были изданы с целью сообщить будущим историкам достаточные сведения о столь важных деяниях; но они встретили такое единодушное одобрение, что, можно сказать, у историков предвосхищён материал для работы, а не сообщён им».
Возможно, именно по настоянию Гирция другие цезарианцы написали ещё ряд произведений в жанре «записок»: «Александрийская война», «Африканская война», «Испанская война». Согласно Светонию, молва называла их автором самого Гирция, а некоторые исследователи Нового времени поддержали эту версию в отношении «Александрийской войны»: это сочинение похоже по стилю на восьмую книгу «Записок о Галльской войне».

## Оценки в историографии
Считается, что Авл Гирций был довольно талантлив и как военачальник, и как литератор, хотя отдельные его повествовательные приёмы выглядят несколько неловко. Немецкий антиковед Фридрих Мюнцер предположил, что гибель в бою избавила Гирция от весьма неудобной дилеммы: вставать ли окончательно на сторону сената или цезарианской «партии». По мнению учёного, Авл не обладал в достаточной мере политическими талантами и энергией, чтобы найти достойное решение.
Российский исследователь Алексей Егоров причисляет Гирция к «неоконсерваторам» или «неореспубликанцам» в окружении Цезаря. Это центристы, сохранявшие связи с помпеянскими кругами, но в то же время преданные диктатору; люди консервативных убеждений, сторонники твёрдой власти, стоявшие у истоков идеологии принципата. Кроме Гирция, Егоров относит к этой группе Гая Вибия Пансу, Луция Корнелия Бальба, Гая Оппия, Гая Матия.